# 울티마
《울티마》(Ultima)는 리처드 개리엇(Richard Garriot)이 만든 컴퓨터 롤플레잉 게임 시리즈이다. 시리즈는 애플II용으로 제작된 울티마 I부터 3D가속 그래픽 카드를 필요로 하는 울티마 IX까지의 주요한 시리즈와, MMORPG장르를 대중화시킨 울티마 온라인이 유명하며, 외전격인 울티마 언더월드도 많이 알려져 있다.

## 시리즈
울티마 I부터 울티마 III까지의 세 편은 "암흑기"(Age of Darkness) 삼부작으로 불리며, 악의 화신을 무찌르는 전형적인 판타지 게임으로 구성되어 있다. 울티마 IV부터 울티마 VI까지는 "계몽기"(Age of Enlightenment) 삼부작으로 불리며, 미덕과 가치관을 게임의 주제로 삼아 당시의 다른 게임에서는 찾아볼 수 없는 혁신적인 주제를 게임으로 만들었다. 울티마 VII부터 울티마 IX까지는 "아마게돈기"(Age of Armageddon, 또는 가디언 이야기)로 불리며, 반미덕(anti virtue)의 화신인 가디언에 맞서는 내용을 다루고 있다.
철학적인 내용으로 한 시대를 풍미한 RPG게임으로 군림하였으나 VII 때문에 발생한 재정 문제로 제작사인 오리진은 EA에 합병되고 EA 산하에서 발매된 VII-2부터 하락세를 걷는다. 울티마 VIII에서의 새로운 시도가 실패하고
이후 울티마 온라인에 집중하기 위하여 싱글 게임은 IX편으로 종결한다고 발표하였다. 과거로의 회기를 표방하며 액션적인 요소를 일절 배제하겠다고 했지만 메인 스탭들의 퇴사 등 여러 난제와 맞물려 결국에는 수많은 버그 및 이전 작품과의 통일성 결여, 자유도가 없는 게임구성, 전작에 비해 평이한 플롯 등으로 인하여 많은 비평을 받게 되었다.
울티마 I-V는 애플II용으로 제작 및 발매되었으며 후에 다른 플랫폼으로도 이식되었다, 울티마 VI부터는 IBM 호환 PC로 제작되었다.
울티마 시리즈의 판권은 오리진 시스템즈의 소유였으며, 1992년에 EA가 오리진 시스템즈를 합병한 이후 현재까지 EA의 소유로 되어 있다. 시리즈의 창시자인 리처드 개리엇은 2000년 EA를 퇴사하여 현재는 시리즈에 대한 권리를 가지고 있지 않다.

### 주요 시리즈
| 1979 | 아칼라베스: 파멸의 세계    |
| 1980 |                            |
| 1981 | 울티마 I: 제1 차 암흑기    |
| 1982 | 울티마 II: 여마법사의 복수 |
| 1983 | 울티마 III: 엑소더스       |
| 1984 |                            |
| 1985 | 울티마 IV: 아바타의 길     |
| 1986 |                            |
| 1987 |                            |
| 1988 | 울티마 V: 운명의 전사들    |
| 1989 |                            |
| 1990 | 울티마 VI: 거짓 예언자     |
| 1991 |                            |
| 1992 | 울티마 VII: 검은 관문      |
| 1993 | 울티마 VII 파트 2: 큰뱀섬  |
| 1994 | 울티마 VIII: 페이건        |
| 1995 |                            |
| 1996 |                            |
| 1997 |                            |
| 1998 |                            |
| 1999 | 울티마 IX: 승천            |

암흑기 삼부작 (The Age of Darkness)
- 울티마 I: 제1 차 암흑기 (The First Age of Darkness) (1981)
- 울티마 II: 여마법사의 복수 (The Revenge of the Enchantress) (1982)
- 울티마 III: 엑소더스 (Exodus) (1983)

계몽기 삼부작 (The Age of Enlightenment)
- 울티마 IV: 아바타의 길 (Quest of the Avatar) (1985)
- 울티마 V: 운명의 전사들 (Warriors of Destiny) (1988)
- 울티마 VI: 거짓 예언자 (The False Prophet) (1990)

아마게돈기 삼부작 (The Age of Armageddon, 가디언 이야기 The Guardian Saga)
- 울티마 VII: 검은 관문 (The Black Gate) (1992)
- 울티마 VII 파트 2: 큰뱀섬 (Serpent Isle) (1993)
- 울티마 VIII: 페이건 (Pagan) (1994)
- 울티마 IX: 승천 (Ascension) (1999)

### 울티마 온라인
- 울티마 온라인

### 외전
- Akalabeth (1980): 일명 울티마 0
- 울티마: 드래쉬산 탈출(Escape from Mt. Drash) (1983)
- 월즈 오브 울티마: 미개 제국(Savage Empire) (1990)
- 월즈 오브 울티마 II: 화성인의 꿈(Martian Dreams) (1991)
- 울티마 언더월드: 스타이지언 어비스(Ultima Underworld: The Stygian Abyss) (1991)
- 울티마 언더월드: 세계의 미궁(Ultima Underworld II: Labyrinth of Worlds) (1992)